# José Manuel Anes
José Manuel Morais Anes (21 de Junho de 1944) é um criminalista e professor universitário português. Licenciado em Química (FCL) e Doutorado em Antropologia Social (FCSH/UNL), é membro de diversos organismos ligados à segurança e criminalidade. É autor de várias obra sobre esoterismo e espiritualidades. É um conhecido maçom, tendo sido grão-mestre da Grande Loja Regular de Portugal - GLLP/GLRP.

## Biografia (actualizada em Julho de 2017)
José Manuel Morais Anes nasceu em Lisboa em 21 de junho de 1944, frequentou a École Française à Lisbonne, o Lycée Français Charles Lepierre, o Liceu Camões e a Faculdade de Ciências de Lisboa onde se Licenciou em Química (ramo de Química Física) na Faculdade de Ciências em 1975 com 15 valores, depois de ter cumprido o Serviço Militar Obrigatório em Mafra e Vendas Novas (Artilharia) e depois de ter sido mobilizado para Angola onde foi colocado de 1968 a 1970 na 5ª. Repartição (Acção Psicológica) do Quartel General em Luanda tendo desenvolvido a sua actividade no Destacamento de Foto-cine e depois como responsável pela Revista da RMA – Região Militar de Angola. Depois de ter sido Assistente da cadeira de Biomatemática (1976/77) na Faculdade de Medicina de Lisboa (HSM) foi equiparado a bolseiro e frequentou em 1977 uma Posgraduação em Madrid no Instituto de Química-física “Rocasolano” do CSIC. Ingressou posteriormente no Laboratório de Polícia Científica da Polícia Judiciária em 1978 como Perito Superior de Criminalística e onde esteve até 1997, tendo-se ocupado da análise de vestígios diversos (não biológicos) – entre os quais vestígios de explosões, tema em que estagiou em 1986 no Laboratório de Jerusalém da Polícia Nacional de Israel; introduziu no LPC/PJ o Microscópio Electrónico da Varrimento (analítico). Leccionou como Assistente, durante 18 anos (1986/7-2004/5) na FCSH/UNL - Faculdade de Ciências Sociais e Humanas da Universidade Nova de Lisboa, as cadeiras de Matemática e Estatística para as Ciências Sociais e Humanas e de Métodos Quantitativos, respectivamente, nos Departamentos de Antropologia e de Ciência Política e ainda, mais tarde, no primeiro destes Departamentos, a cadeira de Antropologia da Religião tema em que se Doutorou na área de Antropologia Social e Cultural na FCSH da UNL com a classificação de Muito Bom com Distinção e Louvor, nessa mesma Faculdade, em 2009.
É Professor Auxiliar (a tempo integral) na Universidade de Lusíada de Lisboa, desde 2009/10 – onde tem lecionado as cadeiras de Organizações Criminosas, de Terrorismo e de Informações Estratégicas na Licenciatura em Políticas de Segurança e a cadeira de Crime organizado e Terrorismo do Mestrado em Justiça e Segurança e no Master em Segurança Internacional e Globalização – e foi também Professor Auxiliar (a tempo parcial) na Universidade Lusíada do Porto, desde 2010/11 até 2017 onde leccionou a cadeira de Criminalística e Metodologia da Investigação Criminal da Licenciatura em Criminologia e a cadeira de Criminologia e Políticas de Segurança do Mestrado em Criminologia. Foi também docente, de 2008/9 a 2012/13, no Instituto Superior de Ciências da Saúde “Egas Moniz” (Monte da Caparica) da cadeira de Introdução `Investigação Criminal e às Ciências Forenses, da Licenciatura em Ciências Forenses e Criminais.
Foi Arguente de duas Teses na FCSH/UNL, uma de Doutoramento em Sociologia da Religião (Maio de 2009) e outra de Dissertação de Mestrado em Estudos Portugueses sobre o esoterismo pessoano (Janeiro de 2011). Tem sido ainda Arguente de várias Dissertações de Mestrado sobre Segurança e Terrorismo na Faculdade de Direito da Universidade Nova de Lisboa (desde Maio de 2009) - onde leccionou, desde 2006 até 2016, os módulos de Violência Religiosa/Terrorismo e de Criminalística no Mestrado em Direito e Segurança, Mestrado onde foi co-coordenador de um dos Módulos. Foi também Arguente de duas outras Dissertações de Mestrado, uma sobre Psicologia do Terrorismo na Faculdade de Psicologia da Universidade Lusófona de Lisboa, em Fevereiro de 2010, duas na Faculdade de Sociologia da mesma Universidade, sobre Sociologia do Crime, uma em 2011 e outra já em 2012. Foi ainda Arguente de uma Dissertação de Mestrado na Academia Militar em 2011 e ainda de uma outra sobre Informações Estratégicas no Departamento de Relações Internacionais da Universidade Autónoma de Lisboa (Janeiro de 2011). Integrou em Dezembro de 2013 o Juri de uma Tese de Doutoramento sobre Análise de Informações, no ISCSP. 
Tem sido docente nos Cursos de Promoção a Oficiais Superiores da GNR, no IESM – Instituto de Estudos Superiores Militares, agora IUM – Instituto Universitário Militar, e do respectivo Mestrado em Direito e Segurança e ainda no Curso de Promoção a Oficiais Generais e no Curso de Estado Maior Conjunto. Leccionou aulas sobre Análise de Informações no SIS em 2006 e mais recentemente (2014) proferiu uma conferência sobre Métodos Matemáticos e Estatísticos para Análise de Informações para os Analistas do SIS e do SIED. Sobre este tema da Análise de Informações tem sido convidado pelo Curso de Investigação Criminal da Escola da Guarda (GNR) em Queluz.
É Director, desde a sua fundação há 10 anos, da revista “Segurança e Defesa” e foi fundador em 2006 e Presidente da Direcção do OSCOT – Observatório de Segurança, Criminalidade Organizada e Terrorismo (de Janeiro de 2010 a Janeiro de 2012) e posteriormente Presidente do seu Conselho Consultivo, tendo sido entrevistado até à actualidade e chamado a comentar temas de segurança e terrorismo em diversos órgãos de informação nacionais e estrangeiros. Actualmente é Membro do Conselho Consultivo do referido Observatório.
Fez recentemente (21/6(2017), a convite do Proprietário e Administrador da revista Segurança e Defesa, Paulo Noguês, uma comunicação sobre “As Ideias Religiosas do Daesh/Estado Islâmico” num almoço/conferência realizado no Clube Militar Naval, com apresentação de António Rebelo de Sousa. Sobre este tema última um livro a ser publicado no último trimestre de 2017 na editora do IUM – Instituto Universitário Militar.
No domínio da Segurança foi co-autor do livro “As Teias do Terror” (Ésquilo, 2006) e foi autor de cinco artigos sobre violência religiosa publicados num número da revista Janus (Público/UAL), em 2007, subordinado ao tema “Religião e Política”. Coordenou o livro colectivo “Organizações criminosas: uma introdução ao crime organizado” (Ed. Lusíada, 2010). É co-autor das obras “Enfermagem forense” (vol.2, Pactor/Lidel, 2011) “Enciclopédia de Direito e Segurança” (Almedina, 2015, 2.ª Edição 2016) e “Contextos de Segurança” (Diário de Bordo, 2017).
No domínio das Espiritualidades e Religiosidades, leccionou na FCSH/UNL, desde 1998 até 2010, Cursos Livres sobre Novos Movimentos Religiosos e Espiritualidades Alternativas e Violentas, integradas no que foi o Instituto de Sociologia e Etnologia das Religiões fundado e dirigido pelo Professor Moisés Espírito Santo. Sobre esses temas também tem leccionado no Centro Nacional de Cultura e no Âmbito Cultural de El Corte Inglês (Lisboa).Foi, nos anios 90, director da Biblioteca Hermética da Editora  Hugin, É membro da ESSWE - European Society for the Study of Western Esotericism.
É Sócio Honorário do Movimento Internacional Lusófono[carece de fontes?].
É autor e co-autor de cerca de 30 livros e artigos no domínio das espiritualidades e religiosidades alternativas, de entre os quais se referem “Re-criações herméticas I e II” (1996, 1997), ambos na Hugin eds. – e que serão reeditados brevemente na editoria Zéfiro -, “Fernando Pessoa e os Mundos Esotéricos” (3.ª Ed. 2006), “Um outro olhar – a face esotérica da cultura portuguesa (2006), ” “Os jardins iniciáticos da Quinta da Regaleira” (1.ª Ed. 2004, 2.ª Ed. 2006), “Mozart e os mistérios iniciáticos” (2007), “Alquimia, os alquimistas contemporâneos e os novos movimentos religiosos” (2009) – resumo da sua Tese de Doutoramento -, “”Guia simbólico da Quinta da Regaleira” (2010), todos na Ésquilo e na Eranos que lhe sucedeu e ainda “Uma Introdução ao Esoterismo Ocidental (Arranha Céus, 2.ª Edição, 2014) .
Foi de 1995 a 2000 Grão Prior e G.M. Nacional do Grande Priorado Independente da Lusitânia da Ordem dos C.B.C.S. – Rito ou Regime Escocês Rectificado e a seguir, de 2001 a 2004, Grão-Mestre da GLLP/GLRP, onde fundou em 1990/1 a Loja Quinto Império transitando posteriormente para a Loja Teixeira de Pascoaes. Possui várias Condecorações, Ordens e Graus de diversos Ritos e Regimes, nacionais e estrangeiros. É actualmente membro activo de Lojas e Capítulos ingleses: Internet Lodge da UGLE, Lancaster Chapter, Lodge Rose&Lilly de Mark Master Mason & Royal Ark Mariner e Oxford Council do Royal and Selected Masters). 
É membro do Conselho Científico do Instituto Português de Estudos Maçónicos presidido pelo Professor Catedrático António Ventura  do Departamento de História da Universidade de Letras de Lisboa.
É divorciado, tem uma filha, Ana Maria Anes, colunista..

## Actividade profissional (vide supra)
Depois de concluir a licenciatura, José Manuel Anes foi Assistente da cadeira de Biomatemática da Faculdade de Medicina de Lisboa, no período 1976-1977. De 1986/7 a 2004/5 foi Assistente-convidado da FCSH - Faculdade de Ciências Sociais e Humanas da UNL - Universidade Nova de Lisboa, onde leccionou as cadeiras de Matemática para as Ciências Sociais e Humanas, Estatística e Métodos Quantitativos, nos Departamentos de Antropologia, de História e de Ciência Política e Relações Internacionais.
De 1978 até 1997 foi Perito Superior de Criminalística do Laboratório de Polícia Científica, da Polícia Judiciária onde se ocupou da análise de vestígios diversos, entre os quais de explosivos. Nesse período efectuou em 1986 um estágio na Polícia Nacional de Israel e foi Coordenador de duas comissões de peritos da Assembleia da República para o caso Camarate. Foi responsável pela introdução do Microscópio Electrónico de Varrimento (analítico) no Laboratório de Polícia Científica.
Doutorou-se em 2008 em Antropologia Social e Cultural pela FCSH/UNL em Antropologia Social e Cultural/Antropologia da Religião e é Professor Auxiliar das Universidades Lusíada de Lisboa e do Porto.
Tem tido presença habitual como comentador de situações de terrorismo nos diversos canais informativos da televisão portuguesa e também da Radio France Internationale (mais recente em 2015).

### Como docente
A partir de 1998 começou a leccionar cursos livres no Instituto de Sociologia e Etnologia das Religiões dessa mesma Faculdade.
Leccionou também a cadeira de Antropologia da Religião no Departamento de Antropologia, nos anos lectivos de 2000-2001, 2001-2002 e 2004-2005, na Faculdade de Ciências Sociais e Humanas da Universidade Nova de Lisboa.
Entre outras disciplinas que leccionou, mencionadas na sua página pessoal, conta-se ainda a de Análise de Cena de Crime, do curso Ciências Forenses e Criminais, no Instituto Superior de Ciências da Saúde Egas Moniz [carece de fontes?]. É, desde 2010, Professor Auxiliar das Universidades Lusíada de Lisboa na Licenciaturas de Políticas de Segurança leccionando as cadeiras de Organizações Criminais, Terrorismo e Informações estratégicas[carece de fontes?]. É também Professor Auxiliar na Universidade Lusíada do Porto na Licenciatura de Criminologia onde lecciona a cadeira de Criminalística e Metodologia de Investigação criminal[carece de fontes?] e também a cadeira de Criminologia do Mestrado em Criminologia. É Professor convidado desde há cerca de 10 anos no Mestrado de Direito e Segurança da Faculdade de Direito da Universidade Nova de Lisboa, leccionando os módulos de Terrorismo e de Polícia Científica e participando ainda no Seminário sobre a Reforma dos Serviços de Informações portugueses. Tem sido convidado para leccionar o módulo de Ameaças e riscos à Ordem Mundial, no curso de Posgraduação em Gestão de Informação e Segurança, no ISEGI - com a Faculdade de Ciências Sociais e Humanas da Universidade Nova de Lisboa, o IDN e o SIRP.
Tem dado aulas no IESM - Instituto de Estudos Superiores Militares (em Pedrouços) em cursos do CPOS - Promoção a Oficiais Superiores da GNR (Criminalística e Terrorismo), leccionou um módulo sobre o Jihadismo e o EIIL no Curso do Estado Maior Conjunto e no CPOG - de Promoção a Oficiais Generais moderou o módulo de Organizações criminosas. Também leccionou há alguns anos um curso no SIS sobre Análise de Informações e mais recentemente em 2014 uma aula/palestra para os analistas do SIS e do SIEDM sobre Métodos Matemáticos e Probabilísticos para a Análise de Informações[carece de fontes?]. Em 2015 leccionou uma aula/palestra de Análise de Informações para a Investigação Criminal na Escola da Guarda Nacional Republicana em Queluz.
Tem sido Orientador, Arguente e Membro do Júri de Teses de Doutoramento e Dissertações de Mestrado nas seguintes Universidades: Nova de Lisboa (FCSH e FD), Autónoma, Lusófona e Aberta e ainda no ISCSP da Universidade de Lisboa[carece de fontes?]. De facto, foi Arguente de várias Dissertações de Mestrado e de duas Teses de Doutoramento, uma em Sociologia das Religiões em 2009 na FCSH/UNL e outra em 2015 no ISCSP/UL, em Ciência Política/Terrorismo.
É investigador de dois Centros de Investigacao universitários, o CEDIS em Direito e Seguranca da Fac. Direito da Univ. Nova de Lisboa e o CLIPSIS em Seguranca internacional da Univ. Lusiada de Lisboa.
Professor na Pós-Graduação em "Maçonaria e Sociedades Iniciáticas" desde 2020, com a cadeira "Esoterismos Orientais", na Autonoma Academy, Universidade Autónoma de Lisboa.

## Actividade maçónica (vide supra)
José Manuel Anes foi iniciado na maçonaria na Loja "Simpatia e União" do Grande Oriente Lusitano em 1988, instituição maçónica que deixou para se juntar em 1990 à Grande Loja Regular de Portugal, onde fundou a Loja "Quinto Império". Foi de 1995 a 2000 Grão-Prior e Grão-Mestre nacional do Grande Priorado Independente da Lusitânia da Ordem dos CBCS (Cavaleiros Benfeitores da Cidade Santa) do Rito (ou Regime) Escocês Rectificado (maçonaria cristã). Sucedeu a Nandim de Carvalho como Grão-mestre da Grande Loja Legal de Portugal/GLRP, no período 2001-2004. É detentor de vários graus de vários ritos e pertence a várias Ordens maçónicas, quer em Portugal quer no estrangeiro (nomeadamente na Grã-Bretanha). Actualmente é Membro de Honra da Loja "Teixeira de Pascoaes" da GLLP/GLRP..

### A loja Mozart 49
José Manuel Anes foi, a pedido pessoal de Jorge Silva Carvalho, o responsável pela iniciação deste, em 2005, na loja Mercúrio da GLLP. Silva Carvalho fundou um ano depois a loja Mozart 49. No seguimento do escândalo das secretas, José Manuel Anes pediu suspensão das funções que desempenhava na GLLP para poder depor junto da Assembleia da República. Disse então que nada tinha a ver com o projecto de Silva Carvalho, tendo este usado a maçonaria para benefício pessoal.

## Outras actividades (vide supra)
Em 2004, José Manuel Anes fundou, juntamente com Rui Pereira, o Observatório de Segurança, Criminalidade Organizada e Terrorismo, de que foi presidente em 2011. Durante o seu mandato à frente deste organismo esteve em litígio com Paulo Pereira de Almeida, tendo este tentado uma cisão. No entanto, no dia em que ela foi anunciada, os diversos membros envolvidos — Ângelo Correia, Figueiredo Lopes, Fernando Negrão, entre outros — negaram à comunicação social a sua participação e adesão ao projecto de PPA[carece de fontes?] que assim fracassou.. Desde 2012 é o Presidente do Conselho Consultivo do OSCOT a convite do novo Presidente da Direcção, Dr. Rui Pereira[carece de fontes?].
José Manuel Anes fundou ainda, com Paulo Noguês, a revista Segurança e Defesa, de que é director desde o seu primeiro número. Pertence ao INSEDE, ao Instituto Transatlântico Democrático e ao Instituto Benjamim Franklin.
Tem sido, esporadicamente (2005, 2014), docente no SIS e mais recentemente também no SIED em módulos relativos à Análise de Informações e métodos matemáticos e estatísticos a ela associados; leccionou ainda Análise de Informações para a Investigação Criminal na Escola da GNR, em Queluz. Proferiu duas conferências em 2009 e 2010, seguidas de briefing, sobre as Ameaças e riscos do islamismo radical na Africa do Norte (Magrebe e Sahel) e na África Ocidental, no DIMIL (posterior CISMIL) no Restelo em Lisboa e também no JAC - Joint Analysis Center (Nato, Africom, Eucom)em Molesworth (Reino Unido). Organizou em 2011, na Universidade Lusíada de Lisboa, com o Observatório francês da Delinquência (ONDRP), um Congresso Luso-francês sobre Observação da Criminalidade. Fez uma conferência em 2013 sobre "Ética e Informações" no CIWWA alojado na Academia Militar e mais recentemente (26 de março de 2015), a convite do Professor Adriano Moreira,  uma conferência intitulada O Terrorismo global, na Academia das Ciências de Lisboa - Secção de Letras e Ciências.
José Manuel Anes foi eleito Presidente da Assembleia de Freguesia da Costa da Caparica em finais de 2013, e foi escolhido no começo de 2014 para Conselheiro do Conselho Municipal de Segurança dos Cidadãos do Concelho de Almada. É Presidente honorário do conselho Científico e Pedagógico da Universidade Popular "Gandaia" (Costa da Caparica).Foi presidente da Mesa da Assembleia Geral e presidente da Mesa da Assembleia Geral da SAD do Clube de Futebol Os Belenenses. Foi ainda Mandatário Nacional da Lista A encabeçada pelo novo Presidente do C.F. Os Belenenses, Patrick Morais de Carvalho, eleito em Outubro de 2014. Tem participado como conferencista em visitas guiadas a locais de interesse mítico, simbólico e espiritual, quer em Portugal, quer no estrangeiro.[carece de fontes?].

## Obra

### Como único autor
- Guia simbólico da Quinta da Regaleira, Lisboa, Eranos, 2015.
- Introdução ao Esoterismo Ocidental e suas Iniciações - incluindo o Esoterismo em Portugal e em Fernando Pessoa, Arranha Céus, Lisboa, 1.ª ed. 2014, 2.ª ed. 2015.
- A Alquimia, os grupos alquímicos contemporâneos e as Novas Espiritualidades, Ésquilo, Lisboa, 2009.
- Um outro olhar - a face esotérica da cultura portuguesa, Ésquilo, Lisboa, 2008.
- Fernando Pessoa e os Mundos Esotéricos, Ésquilo, Lisboa, 1.ª e 2.ª eds. 2004, 3.ª ed. 2006. Desta obra saiu a tradução espanhola "Pessoa esotérico", Ésquilo/Espanha, 2007.
- Os Jardins Iniciáticos da Quinta da Regaleira, Ésquilo, Lisboa, 1.ª ed. 2005, 2ª. ed. 2006.
- Maçonaria regular, maçonaria universal, Hugin, Lisboa, 2004.
- Re-criações herméticas – II, Hugin, Lisboa, 2004.
- Re-creações Herméticas, Hugin, Lisboa, 1º. ed. 1996, 2ª. ed. 1997.

### Como co-autor

#### No domínio da Segurança
- Contextos da Segurança, coordenada por António Rebelo de Sousa, Diário de Bordo Editores, 2017.
- Enciclopédia em Direito e Segurança, coordenada por J. Bacelar Gouveia e Sofia Santos, Almedina, Coimbra, 2015 - obra em que é responsável por quatro entradas, duas sobre Terrorismo, uma sobre Crime organizado e uma outra sobre Polícia Científica.
- Enfermagem forense, 2.º volume, Pactor/Lidel, Lisboa, 2014.
- As Teias do Terror, Ésquilo, Lisboa, 2007.

#### No domínio das Espiritualidades, da Transdisciplinaridade e do Esoterismo
- O Inferno decifrado, Ésquilo, Lisboa, 2013.
- Os Evangelhos comentados 2007, Ed. O Firmamento, Lisboa, 2008.
- Mozart e os Mistérios iiniciáticos, Ésquilo, Lisboa, 2007.
- A Inquisição portuguesa: tempo, razão e circunstância, Prefácio, Lisboa e S. Paulo, 200.
- O Messianismo, Lisboa, Ed. Apenas, Lisboa, 2006.
- Templiers: les yeux du Baphomet, Rafael de Surtis/Editinter, Monts (França), 2004.
- A Criação – La Création, Atalaia/Intermundos, Lisboa, 2003.
- Le Sacré aujourd’hui, Éditions du Rocher, Paris, 2003.
- Discursos e práticas alquímicas – II, Hugin/CICTSUL, Lisboa, 2002.
- O Homem do futuro – um ser em construção, Triom/USP, São Paulo, 2002.
- Discursos e práticas alquímicas - I, Hugin/CICTSUL, Lisboa, 2001.
- Esoterismo e Humanidades, Colibri/Faculdade de Letras de Lisboa, Lisboa, 2001.
- L'Âme secrète du Portugal, L'Originel, nº 9, Paris, 2000.
- L’Homme à venir - Mémoire du XXe.siècle – nº.2, Rocher, Paris, 2000.
- A Vivência do Sagrado, Lisboa, Hugin, Lisboa, 1998.
- A Quinta da Regaleira: história, símbolo e mito, Fundação Cultursintra, 1998.
- Portugal Misterioso, SRD, Lisboa, 1998.
- O Esoterismo da Quinta da Regaleira, Hugin, Lisboa, 1.ª ed. 1998, 4.ª ed. 2003.
- Masoneria y religión, Ed. Complutense, Madrid, 1996.
- Seminário sobre Newton, Universidade de Évora/CEHFC, Évora, 1995.
- As Tentações de Bosh e o Eterno Retorno, Museu de Arte Antiga, Lisboa, 1994.
- Poesia e Ciência, Cosmos/GUELF, Lisboa, 1994.
- Caos e Meta-Psicologia, Fenda/ISPA, Lisboa, 1994,
- Religião e ideal maçónico, ISER, Lisboa, 1994.

### Introduções e prefácios aos seguintes livros
- A Voz do silêncio, de H. P. Blavatsky (trad. Fernando Pessoa), ed. Assírio e Alvim, reed. Nova Vega, 2015.
- Organizações criminais: uma introdução ao crime organizado, ed. Universidade Lusíada, Lisboa, 2010.
- Portugal e o Islão Iniciático, ensaio, de Adalberto Alves, Ésquilo - Edições e Multimédia, Barreiro, 2007. ISBN 978-989-8092-02-1[14]
- La Franc-maçonnerie comme voie d'éveil, de Rémi Boyer, ed. Raphael de Surtis/Éditinter, Mons (França), 2006.
- O pensamento maçónico de Fernando Pessoa, de Jorge de Matos, Ed. Hugin, nova ed. Sete Caminhos, Lisboa, 2006.
- Tarot e Numerologia, de Luís Resina, Pergaminho; Lisboa, 1998.
- De Urano à sua oitava, de Maria Flávia Monsaraz
- Os Sufis - A Espiritualidade dos Jardineiros Divinos de Deus - Antologia - de Munássir Ebrahim ( Edições Hórus 2023 Introdução)
- O Servo do Amor - A Introdução das Ordens Sufis na Índia - de Munássir Ebrahim ( Edições Sem Nome 2022 Prefácio ) https://edicoessemnome.pt/produto/o-servo-do-amor-a-introducao-das-ordens-sufis-na-india-de-munassir-ebrahim/